# 毛志君
毛志君（1936年9月—），男，四川简阳人，中华人民共和国政治人物，曾任海南省人民政府副省长，海南省人大常委会副主任。

## 家庭
父亲毛克生。